# Ефремов, Аркадий Иванович
Аркадий Иванович Ефремов (1916—1989) — помощник командира взвода 1234-го стрелкового полка (370-я стрелковая дивизия, 69-я армия, 1-й Белорусский фронт), старшина. Полный кавалер Ордена Славы.

## Биография
Аркадий Иванович Ефремов родился рабочей семье в селе Васильево Бронницкого уезда Московской губернии (в настоящее время Раменский район Московской области). Окончил 8 классов средней школы. Работал слесарем-лекальщиком на Московском электрокомбинате.
В декабре 1942 года Таганским райвоенкоматом был призван в ряды Красной армии. На фронтах Великой Отечественной войны с марта 1943 года.
Приказом по 1234 полку от 20 января 1944 года ефрейтор Ефремов «за мужество и героизм в боях против немецко-фашистских захватчиков» был награждён медалью «За боевые заслуги».
Приказом по 1234-му стрелковому полку от 23 апреля 1944 года ефрейтор Ефремов «за мужество и героизм в боях против немецко-фашистских захватчиков», а также за уничтожение 10 солдат противника из пулемёта, был награждён медалью «За отвагу».
31 июля 1944 года ефрейтор ЕФремов в составе своего взвода при форсировании реки Висла в районе города Пулавы первым ворвался в расположение обороны противника и своими действиями способствовал успеху при захвате плацдарма на левом берегу. В этих боях Ефремов из своего оружия уничтожил 14 солдат противника. Приказом по 370-й стрелковой дивизии от 5 августа 1944 года он был награждён орденом Славы 3-й степени.
Приказом по 1234-му стрелковому полку от 26 октября 1944 года младший сержант Ефремов «за мужество и героизм в боях против немецко-фашистских захватчиков», а также за то, что 20 и 26 августа переправил на плацдарм и своевременно доставил боеприпасы на передний край, тем самым обеспечивая успех в наступательных боях был награждён второй медалью «За отвагу».
Старший сержант Ефремов 5 февраля 1945 вместе со своим подразделением форсировал реку Одер, а также участвовал в захвате и расширении плацдарма на западном берегу реки. Он также принимал участие в отражении контратак противника. 16 февраля 1945 года он участвовал в отражении коньратаки противника и уничтожил из своего оружия 10 солдат противника. Всего он принял в тот день участие в отражении шести контратак противника. Приказом по 69-й армии от 23 марта 1945 года он был награждён орденом Славы 2-й степени.
Старшина Ефремов в период наступательных боёв на западном берегу реки Одер возле города Лебус 16 апреля 1945 года со своим отделением первым ворвался в траншею противника и сам лично из своего оружия уничтожил 4-х солдат противника и 10 солдат были взяты в плен его отделением. Преследуя противника, Ефремов с боями преодолел 3 линии траншей. Поставленная ему боевая задача была выполнена. Указом Президиума Верховного Совета СССР от 31 мая 1945 года он был награждён орденом Славы 1-й степени.
Старшина ЕФремов был демобилизован в январе 1946 года. Жил в Москве. Работал слесарем на заводе, начальником штаба гражданской обороны производственного объединения «Детская мебель».
В 1985 году в ознаменование 40-летия Победы он был награждён орденом Отечественной войны 1-й степени.
Скончался Аркадий Иванович Ефремов 23 ноября 1989 года.